# Willem Barnard

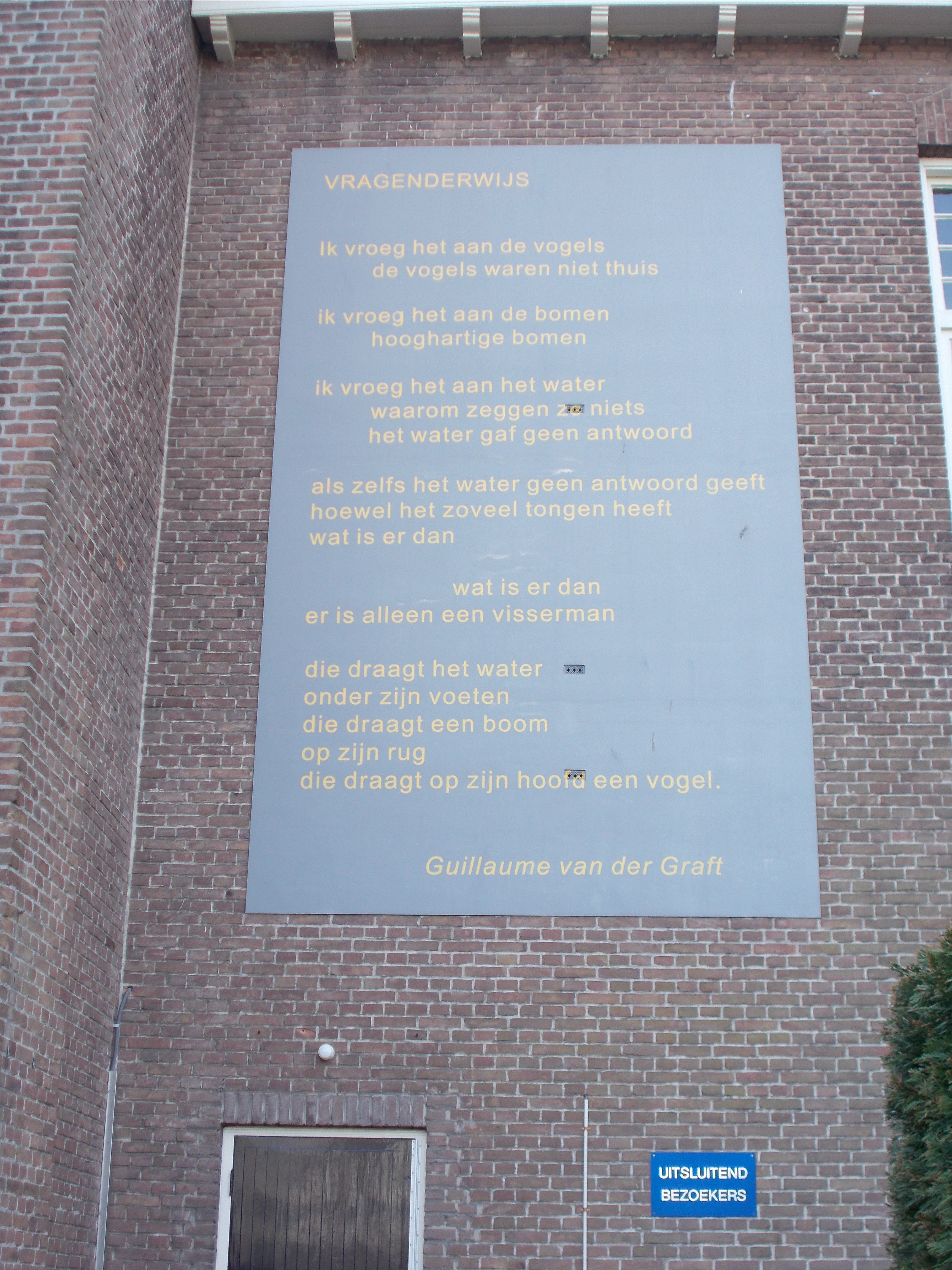
Vragenderwijs van Guillaume van der Graft op de muur van Visser 't Hooft Lyceum in Leiden

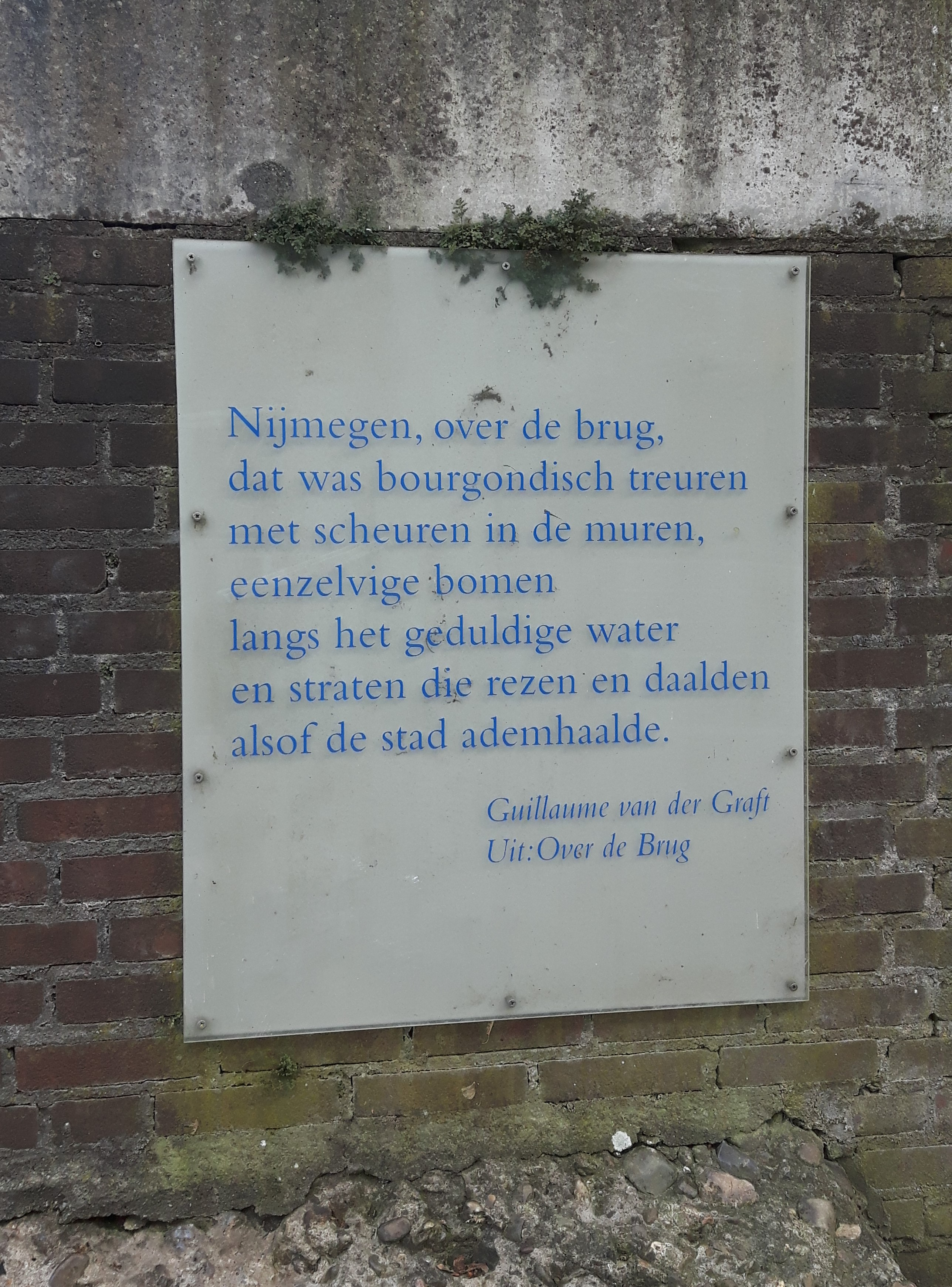
Tekst uit Over de Brug van Guillaume van der Graft bij de Veerpoorttrappen in Nijmegen

Wilhelmus (Willem) Barnard (Rotterdam, 15 augustus 1920 - Utrecht, 21 november 2010) was een Nederlands theoloog, schrijver en (vooral) dichter die korte tijd Letteren studeerde in Leiden (1938-1939). Hij publiceerde ook onder het pseudoniem Guillaume van der Graft. Zijn zoon Benno Barnard is eveneens dichter.

## Biografie
Na zijn studie in Leiden ging hij in militaire dienst, om vervolgens theologie te gaan studeren in Utrecht. Omdat hij weigerde de loyaliteitsverklaring te tekenen, werd hij in 1943 in het kader van de Arbeitseinsatz tewerkgesteld in Berlijn. In de oorlog publiceerde hij in het illegale tijdschrift Parade der Profeten. Na de oorlog werd hij eerst hulppredikant, later Nederlands-hervormd predikant in Hardenberg (1946).
In 1950 werd hij predikant in Nijmegen. Van 1954 tot 1959 was hij in Amsterdam studiesecretaris van de Van der Leeuwstichting en zette hij samen met de musicus Frits Mehrtens en de theoloog ds. W.G. Overbosch in de Maranathakerk de Nocturnen op. In 1959 werd Barnard door tuberculose een aantal jaren uitgeschakeld.
Daarna bleef hij studiesecretaris, maar werd hij hulppastor van de gemeente Rozendaal in Gelderland (1961). Hij bleef er tot 1971, waarna hij naar Ellecom verhuisde. In 1973 kreeg hij opnieuw een fysieke en psychische inzinking die in 1975 resulteerde in een emeritaat. In 1978 vestigde hij zich in Utrecht. Later ging hij over tot de oudkatholieke Kerk.
Barnard was altijd meer dichter en theoloog dan gemeentepredikant. Er staan talrijke dichtbundels op zijn naam alsook publicaties met teksten voortgekomen uit een liturgische praktijk van jaren. Hij geldt als een van de belangrijkste dichters zowel wat strofische psalmvertalingen betreft als nieuwe gezangen en vertalingen van anderstalige gezangen in het Liedboek voor de Kerken. Hieraan werkte hij jarenlang in de groep dichters van Het landvolk. Dit was met Ad den Besten, Muus Jacobse, J.W.Schulte Nordholt en Jan Wit.
Hij overleed in 2010 op 90-jarige leeftijd. Barnard ligt begraven op Begraafplaats Soestbergen in Utrecht.

## Prijzen
- 1950 - Culturele prijs van de gemeente Arnhem
- 1954 - Lucy B. en C.W. van der Hoogt-prijs
- 1957 - Poëzieprijs van de gemeente Amsterdam
- 1993 - Dr. C. Rijnsdorp Prijs
- 1998 - Sjoerd Leikerprijs
- 2010 - C.C.S. Crone-prijs

## Over Barnard
- Th. Marius van Leeuwen: 'Willem Barnard / Guillaume van der Graft (Levensbericht)'. In: Jaarboek van de Maatschappij der Nederlandse Letterkunde te Leiden, 2012-2013, pag. 28-39. Volledige tekst